# Grigor Meliksetyan
Grigor Meliksetyan (armênio: Գրիգոր Մելիքսեթյան; Erevan, 18 de agosto de 1986) é um jogador de futebol armênio que defende o Football Club Pyunik Yerevan.